# Klever Loureiro
Klever Rêgo Loureiro (Recife, 20 de fevereiro de 1952) é um desembargador do Tribunal de Justiça de Alagoas.
Entre 2 de abril e 15 de maio de 2022, na qualidade de presidente do Tribunal de Justiça de Alagoas exerceu a função de governador do estado de Alagoas de forma interina.

## Vida
Nasceu em 20 de fevereiro de 1952 em Recife, capital do estado de Pernambuco.
Em 2 de abril de 2022, tornou-se governador interino de Alagoas, até a posse do eleito em eleição indireta. Seu sucessor foi Paulo Dantas, que assumiu em 15 de maio de 2022.
O cargo ficou vago após a renúncia de Renan Filho para disputar o Senado. O vice-governador Luciano Barbosa já havia renunciado para assumir a Prefeitura de Arapiraca em 2021. Além disso, o presidente da Assembleia Legislativa de Alagoas, Marcelo Victor, que deveria assumir o cargo pela linha sucessória, se absteve de fazê-lo, pois seria impedido de se reeleger ao cargo de deputado nas Eleições gerais no Brasil em 2022 caso assumisse a chefia do Executivo estadual.